# ワンワンニャンニャン
ワンワンニャンニャンは、松竹芸能所属のお笑いコンビ。

## 概説
3歳からの幼馴染のコンビ。コンビ名の由来は二人の誕生日である11月1日と2月22日から、11月1日=ワンワン、2月22日＝ニャンニャンとなった。また、結成当時には「ダウンタウン、ウッチャンナンチャン、とんねるずのように『ン』の字が入っているコンビは売れる、という説」があったということから、『ン』の字を4つも盛り込んだということも理由だという。名付け親は菊地。松竹芸能を選んだ理由は、松竹映画「男はつらいよ」が二人とも大ファンだった。

### 来歴
共に千葉県野田市出身で、保育園（野田市立南部保育所）、小学校（野田市立南部小学校）、中学校（野田市立南部中学校）が同じ。
またミュージシャン、ナオト・インティライミも小・中学校の同級生で、所属クラブも3人ともサッカー部だった。
2002年にコンビを結成し 松竹芸能タレントスクール東京校 に1期生として入る。
かつては、林あいと『たまご学級』というユニットでも活動し、2007年Ｍ-１グランプリ予選に出場した。

## メンバー
- 菊地 優志（きくち まさし、本名、菊地 正志（読み方は同じ）1980年2月22日（45歳） - 、千葉県野田市出身、B型）
東京理科大学卒業[1]。サッカー部部長。
趣味はゴルフ、スキー（インストラクター経験あり）、かつて株式投資[3]投資家
高校1年生の時、数学の模擬試験で全国2位になったことがある[1]。
2010年7月に数学検定計算技能検定2級取得[3]。
髪の毛の薄い頭が特徴で、孫正義と形容される。母親に、孫正義に似ていると言われたことがきっかけでこれを生かしたネタを始めたという[4]。このネタを『あらびき団』（TBS）でやったところ、ソフトバンクの社員同士の結婚式に呼ばれて、孫からの祝電を菊地が読んだ、ということもあった[5]。
南明奈とアデランスのCMで共演したこともある[6]。
かつてはセカンドバッグ・扇子・ループタイのスタイルで中小企業の社長キャラでネタをしていた。
2012年からは、ブジュアル系（ブサイク+ヴィジュアル系）エア・バンド「禿夢」のボーカルとしても活動。
現在は「ザ・アーリーヌードルズ」として活動。
プライベートでは安田大サーカスのクロちゃんの金魚の糞[7]。街中で白目をむいて壁に挟まった状態になってるところをクロちゃんに目撃されている。
2019年8月7日、それまで2年ほど交際していた一般女性と入籍[7]。

- ワンワン（本名、福井修一（ふくい まさかず）、1979年11月1日（45歳） - 、千葉県野田市出身、B型）
中央学院大学卒業[1]。
趣味はサッカー、珈琲焙煎、植木の剪定
小学生時代から白髪があった。一時期はメガネをかけていた。
菊地に誘われて、小学3年生の時からサッカーを始めた。大学生時代までポジションはゴールキーパーで、ゴールキーパーのポジションについたのも菊地に勧められてのものだった[1]。
芸能人女子フットサルチーム・蹴竹Gの監督を務めていた[8]。
母の友人が初見良昭氏で6歳から忍者を始める。忍者の資格を持っていて現在は子供たちに忍術の要素を取り入れた独自のトレーニングを各地で指導[4]。子供を対象にした忍者教室を開催している。今までに1000人のちびっこ忍者達に教えた。
また、趣味が興じて珈琲インストラクターの資格を取得、焙煎機を購入し珈琲焙煎を始め、現在はオンラインショップで珈琲を販売。（NEBOSSKE COFFEE）

## 芸風
- 基本的に漫才を行っている。菊地がボケたり福井がうなずいたり、二人共にツッコミに入ったりするなど、お互いのポジションがはっきりしていないような芸が特徴的だったこともあったが、最近では、福井がツッコミ、菊地がボケというポジションである。菊地のハゲをネタにした漫才も多い[1]。
- ノリツッコミのネタをよく行っていた[注釈 1]（例：菊地の風貌をネタにして『おい!これ孫正義!』といったもの、など）[4]。
- 忍者の資格を持つ福井が、忍者の衣装でかくし芸を披露する「ショート忍術」というネタも持っている。
- ネタ合わせはアルバイトの時間も考慮した上で、朝の7時から9時の間に行っている。会議室を使って打ち合わせやネタ合わせを行うこともある[5]。
- ちょんまげキャッチ、テーブルクロス引きオンザヘッド、リフティングカツラキャッチ、輪投げなどの宴会芸がある

## 出演
ドラマ
- Qrosの女 スクープという名の狂気 第4話（2024年10月28日、テレビ東京） - ジョージのマネージャー 役（菊地）[9]

映画
- 「男はつらいよ お帰り 寅さん」
- 「キネマの神様」
- 「こんにちは、母さん」

ミュージックビデオ
- ナオトインティライミの「ナイテタッテ」のＭＶに友情出演